# Irlandia na Zimowych Igrzyskach Olimpijskich 2022
Irlandia na Zimowych Igrzyskach Olimpijskich 2022 – występ kadry sportowców reprezentujących Irlandię na igrzyskach olimpijskich, które odbyły się w Pekinie, w Chińskiej Republice Ludowej, w dniach 4-20 lutego 2022 roku.
Reprezentacja Irlandii liczyła sześcioro zawodników – dwie kobiety i czterech mężczyzn.
Był to ósmy start Irlandii na zimowych igrzyskach olimpijskich.

## Reprezentanci

### Biegi narciarskie
| Zawodnik                | Konkurencja                | Kwalifikacje | Kwalifikacje | Ćwierćfinały | Ćwierćfinały | Półfinały | Półfinały | Finał     | Finał   | Finał   | Źródło |
| Zawodnik                | Konkurencja                | Czas         | Miejsce      | Czas         | Miejsce      | Czas      | Miejsce   | Czas      | Strata  | Miejsce | Źródło |
| ----------------------- | -------------------------- | ------------ | ------------ | ------------ | ------------ | --------- | --------- | --------- | ------- | ------- | ------ |
| Thomas Hjalmar Westgård | bieg indywidualny mężczyzn | —            | —            | —            | —            | —         | —         | 40:01,5   | +2:06,7 | 14.     | [ 1 ]  |
| Thomas Hjalmar Westgård | bieg łączony mężczyzn      | —            | —            | —            | —            | —         | —         | 1:25:29,8 | +9:20,0 | 43.     | [ 1 ]  |
| Thomas Hjalmar Westgård | bieg masowy mężczyzn       | —            | —            | —            | —            | —         | —         | 1:15:59,0 | +4:26,3 | 29.     | [ 1 ]  |

### Narciarstwo alpejskie
| Zawodnik   | Konkurencja              | 1 przejazd | 1 przejazd | 2 przejazd | 2 przejazd | Łącznie | Łącznie | Źródło |
| Zawodnik   | Konkurencja              | Czas       | Pozycja    | Czas       | Pozycja    | Czas    | Pozycja | Źródło |
| ---------- | ------------------------ | ---------- | ---------- | ---------- | ---------- | ------- | ------- | ------ |
| Tess Arbez | slalom kobiet            | 1:07,83    | 55.        | 1:06,78    | 48.        | 2:14,61 | 48.     | [ 2 ]  |
| Tess Arbez | slalom gigant kobiet     | DNF        | DNF        | NQ         | NQ         | DNF     | DNF     | [ 2 ]  |
| Tess Arbez | supergigant kobiet       | —          | —          | —          | —          | 1:25,18 | 42.     | [ 2 ]  |
| Jack Gower | slalom gigant mężczyzn   | 1:08,30    | 31.        | 1:12,26    | 25.        | 2:20,56 | 25.     | [ 3 ]  |
| Jack Gower | supergigant mężczyzn     | —          | —          | —          | —          | DNF     | DNF     | [ 3 ]  |
| Jack Gower | superkombinacja mężczyzn | 1:45,16    | 14.        | 52,58      | 12.        | 2:37,74 | 12.     | [ 3 ]  |
| Jack Gower | zjazd mężczyzn           | —          | —          | —          | —          | 1:47,61 | 31.     | [ 3 ]  |

### Narciarstwo dowolne
| Zawodnik      | Konkurencja       | Kwalifikacje | Kwalifikacje | Kwalifikacje | Kwalifikacje | Kwalifikacje | Finał | Finał | Finał | Finał | Miejsce | Źródło |
| Zawodnik      | Konkurencja       | Z1           | Z2           | Z3           | W            | M            | Z1    | Z2    | Z3    | W     | Miejsce | Źródło |
| ------------- | ----------------- | ------------ | ------------ | ------------ | ------------ | ------------ | ----- | ----- | ----- | ----- | ------- | ------ |
| Brendan Newby | halfpipe mężczyzn | 10,75        | 47,00        | —            | 47,00        | 20.          | NQ    | NQ    | NQ    | NQ    | 20.     | [ 4 ]  |

### Saneczkarstwo
| Zawodniczka  | Konkurencja    | 1. przejazd | 1. przejazd | 2. przejazd | 2. przejazd | 3. przejazd | 3. przejazd | 4. przejazd | 4. przejazd | Suma     | Suma    | Źródło |
| Zawodniczka  | Konkurencja    | Czas        | Miejsce     | Czas        | Miejsce     | Czas        | Miejsce     | Czas        | Miejsce     | Czas     | Miejsce | Źródło |
| ------------ | -------------- | ----------- | ----------- | ----------- | ----------- | ----------- | ----------- | ----------- | ----------- | -------- | ------- | ------ |
| Elsa Desmond | jedynki kobiet | 1:01,608    | 33.         | 1:03,857    | 34.         | 1:02,254    | 33.         | NQ          | NQ          | 3:07,719 | 33.     | [ 5 ]  |

### Snowboarding
| Zawodnik        | Konkurencja       | Kwalifikacje | Kwalifikacje | Kwalifikacje | Kwalifikacje | Kwalifikacje | Finał | Finał | Finał | Finał | Miejsce | Źródło |
| Zawodnik        | Konkurencja       | Z1           | Z2           | Z3           | W            | M            | Z1    | Z2    | Z3    | W     | Miejsce | Źródło |
| --------------- | ----------------- | ------------ | ------------ | ------------ | ------------ | ------------ | ----- | ----- | ----- | ----- | ------- | ------ |
| Seamus O’Connor | halfpipe mężczyzn | 57,00        | 10,25        | —            | 57,00        | 15.          | NQ    | NQ    | NQ    | NQ    | 15.     | [ 6 ]  |